# Ewa
Ewa – imię żeńskie, które pierwszy raz pojawia się 2000 lat p.n.e. w języku sumeryjskim jako „Awa” gdzie oznacza „życie”.
W języku hebrajskim, który zapożyczył to imię od Sumerów wywodzi się od rdzenia חוה hajja lub hawwa – i również oznacza 'dająca życie'. Imię wyprowadzane też z arabskiego słowa hajja 'wąż'.
Według Biblii pierwsza kobieta, matka wszystkich ludzi (zob. Adam i Ewa). Z Septuaginty – greckiego przekładu Biblii – zostało przejęte do łaciny w formie Eva.
Pierwsza stworzona przez Boga kobieta (według niebiblijnych legend – druga, zob. Lilith). Stworzona, jak podaje wersja rabinistyczna, z ciała (słowo tłumaczone jako „żebro”) męża, kobieta urodziła synów: Kaina, potem Abla, Seta (przodka Noego, z jego linii wywodzili się Abraham, Dawid i Jezus) oraz innych synów i córki, o których niewiele wiadomo.
Według opisu biblijnego Ewa, skuszona przez węża, namówiła swego męża do spróbowania zakazanego owocu (często przedstawianego jako jabłko) z Drzewa Poznania Dobra i Zła, przez co sprowadzili śmierć na Ziemię i zostali wygnani z Edenu (Raju).
Wśród imion nadawanych nowo narodzonym dzieciom, Ewa w 2017 r. zajmowała 56. miejsce w grupie imion żeńskich. W całej populacji Polek Ewa zajmowała w 2017 r. 7. miejsce (492 688 nadań).
Ewa imieniny obchodzi:
- 12 lutego, w dzień wspomnienia św. Ewy, męczennicy z Abitiny[3]
- 14 marca, w dzień wspomnienia bł. Ewy z Leodium
- 12 czerwca, w dzień wspomnienia bł. Marii Ewy (Bogumiły) Noiszewskiej
- 6 września, w dzień wspomnienia św. Ewy z Dreux[4]
- 24 grudnia, w dzień wspomnienia Ewy z Księgi Rodzaju.

## Odpowiedniki w innych językach
- esperanto: Eva[5]

## Znane osoby noszące imię Ewa
- Ewa z Leodium – święta katolicka
- Eve – amerykańska raperka
- Ewa Bagłaj – polska pisarka i aktorka
- Ewa Bem – polska piosenkarka
- Ewa Białołęcka – polska pisarka
- Ewa Błaszczyk – polska aktorka
- Ewa Błachnio – polska artystka kabaretowa, od 2000 do 2014 roku członkini Kabaretu Limo
- Eva Braun – żona Adolfa Hitlera
- Ewa Braun – polska scenograf
- Ewa Chodakowska – polska trenerka fitness
- Ewa Demarczyk – polska piosenkarka
- Ewa Drzyzga – polska prezenterka telewizyjna
- Ewa Ewart – polska producentka filmów
- Ewa Farna – polsko-czeska piosenkarka
- Ewa Gawryluk – polska aktorka
- Eva Herzigová – czeska modelka
- Ewa Kaim – polska aktorka
- Ewa Kasprzyk – polska aktorka
- Ewa Kierzkowska – polska polityk
- Ewa Kopacz – polska polityk, marszałek Sejmu RP 2011-2014, premier RP 2014-2015
- Ewa Larysa Krause – polska judoczka
- Ewa Lipska – polska poetka
- Eva Longoria – amerykańska aktorka
- Ewa Łętowska – polska prawnik
- Ewa Malik – polska polityk
- Eva Marie Saint – amerykańska aktorka
- Eva Mendes – amerykańska aktorka
- Ewa Milewicz – polska dziennikarka
- Ewa Minge – polska projektantka mody
- Ewa Pełka-Wierzbicka – polska malarka
- Eva Perón – bardziej znana jako Evita
- Eva Rivas – ormiańska piosenkarka
- Ewa Sałacka – polska aktorka
- Ewa Serwa – polska aktorka
- Ewa Sonnet – polska piosenkarka, modelka
- Ewa Sowińska – polska polityk
- Ewa Szabatin – polska tancerka
- Ewa Szelburg-Zarembina – polska poetka
- Ewa Szykulska – polska aktorka
- Ewa Tracz – polska śpiewaczka operowa
- Ewa Tylecka – Miss Polonia 1995
- Ewa Wachowicz – Miss Polonia 1992
- Ewa Wencel – polska aktorka
- Ewa Wiśniewska – polska aktorka
- Ewa Ziętek – polska aktorka
- Ewa Złotowska – polska aktorka

## Postacie fikcyjne noszące imię Ewa
- Ewa – bohaterka III części Dziadów Adama Mickiewicza, której pierwowzorem była Henrietta Ewa Ankwiczówna
- Ewa Horeszkówna – bohaterka Pana Tadeusza Adama Mickiewicza, ukochana Jacka Soplicy
- Ewa Nowowiejska – bohaterka powieści Pan Wołodyjowski Henryka Sienkiewicza
- Ewa Jedwabińska – bohaterka powieści Opium w rosole z serii Jeżycjada Małgorzaty Musierowicz
- Ewa – bohaterka powieści Panna Nikt Tomasza Tryzny
- Ewa – bohaterka powieści Poczwarka Doroty Terakowskiej, matka Myszki
- Ewa Talar – bohaterka serialu Dom, żona Andrzeja Talara, matka Kajtka i Krzyśka
- Ewa Frączak ps. Czarna – bohaterka serialu Wojenne dziewczyny